# Глазов, Пётр Осипович
Пётр Осипович Глазов — генерал-майор (09.02.1798), шеф Великолуцкого мушкетерского полка, тамбовский губернский предводитель дворянства.

## Биография
Пётр Осипович Глазов родился в 1762 году в семье псковских дворян. В 1779 году поступил на службу рядовым в лейб-гвардии Семёновский полк. Участник русско-шведской войны 1788—1790 годов.
Командовал гатчинскими войсками Павла I, который после вступления на престол подарил ему в Моршанском уезде село Ракша и вручил орден святой Анны II степени (10.11.1796). С 11 февраля 1798 по 21 ноября 1799 года — шеф Великолуцкого мушкетерского полка.
В 1800 году вышел в отставку и поселился в селе Ракша, где выстроил Вознесенскую церковь (освящена в 1831 г.), а также основал поблизости деревню Глазовка.
С 1806 по 1815 годы избирался моршанским уездным предводителем дворянства. С 17 декабря 1815 года по 19 декабря 1821 года тамбовский губернский предводитель дворянства. Похоронен в склепе Вознесенского храма села Ракша.

## Семья
Село Ракша унаследовала дочь Елизавета, которая вышла замуж за д.с.с. Григория Михайловича Безобразова (1785—1854), служившего одно время московским гражданским губернатором. Генерал Глазов был дружен с его старшим братом — тамбовским губернатором Александром Михайловичем Безобразовым, с которым служил в Семеновском полку. Праправнук генерала Глазова, граф В. А. Комаровский (1881—1914), упоминает о нём в стихотворении «Ракша».